# インテル・ミラノ チャンネル
インテル・ミラノ・チャンネルとは、イタリアのサッカー・セリエAに属するインテル・ミラノのクラブ公認テレビ番組である。2008-09シーズンよりスカイ・A  sports+で放送されている。

## 概要
イタリア国内では以前よりInterChannel（インテルチャンネル）として、インテル・ミラノのイタリア国内リーグ・カップ戦、あるいはUEFAチャンピオンズリーグ等のクラブ国際公式戦の試合映像を配信。またチームの歴史や名選手を取り上げたドキュメント・練習風景リボートや記者会見なども放映されている。
ただし、日本では試合以外の内容は放送しておらず、セリエA（30試合前後）やUEFAチャンピオンズリーグ（2009-10シーズンはグループリーグのFCバルセロナ戦2試合、決勝トーナメント以降は全試合放送）、過去の試合などを放送している。2009-10シーズンまではスカパーJSATが放映権を持たないチームの主催試合は当番組でも放送していなかったが、2010-11シーズンからはスカパーJSATが一括して放映権を獲得したため、セリエA全試合が放送可能になった。
2011-12シーズンをもってスカイ・A sports+での放送を終了。

## 日本版

### 出演者
- 実況 - 朝日放送のスポーツアナウンサー（主にサッカー担当の小縣裕介、高野純一らの出演が多い。特に小縣が報道番組「NEWSゆう+」を担当するようになって以降はほぼ全試合高野が担当している。高野のスケジュールの都合で平日開催（UEFAチャンピオンズリーグ、ヨーロッパリーグなど）の試合は大庭荘介<フリーアナウンサー>が担当する場合もあるが、2011年9月で「NEWSゆう+」が終了したため小縣が担当することもある。）
- 解説
  - レギュラー:中山淳（スポーツライター、編集者）、マルコ西田（番組での肩書きは「熱狂的インテリスタ」、本業は出演契約上非公開であるという[2]）
  - ゲスト解説者:山野孝義、森島寛晃、本並健治など、主に関西を拠点とする解説者のほか、木場昌雄、西澤明訓、播戸竜二、チェーザレ・ポレンギ（Goal.comライター）なども解説を担当したことがある。2012年頃より長谷川健太、水沼貴史など関西以外からの解説者も増えてきている。
    - 主に中山と西田のコンビで担当する。マルコ西田と高野での中継の際は試合内容よりも裏話、ゴシップ系の話題になることが多いため深夜ラジオテイストと称し、オープニングのBGMにオールナイトニッポンでおなじみのBITTERSWEET SAMBAを流す。

### 番組の流れ
- オープニングトーク - 主に解説者の近況を含めたフリートークと試合前の注目ポイントの解説
- 試合中継 - 現地インテルチャンネルからの映像を見ながら実況・解説。副音声は現地実況
- エンディングトーク - 試合を振り返っての解説
  - 放送時間は2時間15分確保されているが、以上の内容をCM含めて2時間程度放送し、残り時間は過去のゴールシーンのダイジェストを放送している。